# 佤民族团结党
佤民族团结党（缩写为WNUP）是缅甸的一个政党。该党由前佤民族发展党的党员组建，佤民族发展党参加了1990年緬甸議會選舉但没有赢得任何席位。该党试图与佤邦联合軍保持距离以进入主流政治。
该党也同“全国兄弟民族协会”（Nationalities Brotherhood Federation）合作，“全国兄弟民族协会”是一个由缅甸23个少数民族政党组成的联盟。 在2015年緬甸議會選舉中，该党只赢得了一个掸邦议会的席位。